# Eberswalder Straße
De Eberswalder Straße is een straat in het Berlijnse stadsdeel Prenzlauer Berg (district Pankow). De straat is vooral bekend door het gelijknamige metrostation en het aangrenzende Mauerpark.

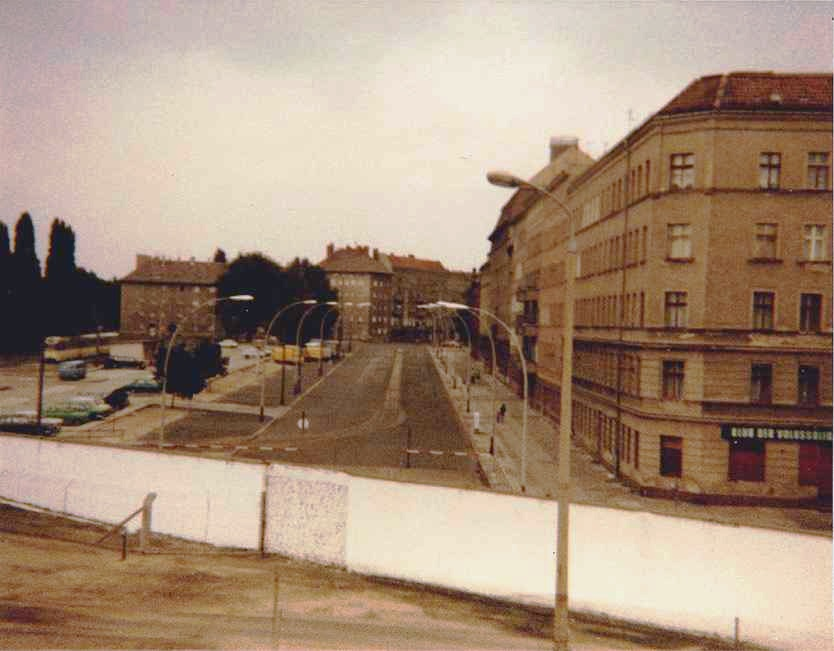
De Eberswalder Straße, gezien vanuit West-Berlijn (1980)

Na het einde van de Tweede Wereldoorlog eindigde de Eberswalder Straße direct aan de Sovjet-Franse sectorgrens, die langs de Schwedter Straße liep. Door de bouw van de Berlijnse Muur in 1961 werd het zicht op West-Berlijn geblokkeerd. De Eberswalder Straße, Oderberger Straße en Schwedter Straße waren nog slechts doodlopende straten, die door een loopbrug met elkaar waren verbonden. Op de rijweg stonden in de jaren tachtig grote betonnen bloembakken. In juli 1988 werden naar aanleiding van een gebiedsruil de grens en de muur 50 meter naar het westen verlegd. Bij de val van de Muur werd in de nacht van 10 op 11 november 1989 meteen een begin met de sloop van de muur gemaakt en de ochtend daarop de grensovergang Eberswalder Straße voor voetgangers opengesteld.